# St Davids
St Davids (walisisch: Tyddewi) ist eine kleine Stadt mit etwa 1800 Einwohnern an der Nordküste der St. Brides Bay im Westen der walisischen Grafschaft Pembrokeshire. St Davids ist die westlichste Stadt in Wales und die kleinste „City“ des Vereinigten Königreichs, was sie dem Umstand verdankt, dass sie eine Kathedrale beherbergt. Die Stadt liegt an der A487 road.
St Davids – und auch die Kathedrale – liegen im hügeligen Tal des Alun River. Die Stadt selbst beschränkt sich im Wesentlichen auf vier Straßen, die sich am mittelalterlichen Cross Square, dem Marktplatz der Stadt, treffen. Hinzu kommen einige winklige Gassen, und es gibt eine kleine Anzahl von Luxushotels im Stil alter Landgasthöfe.

## Geschichte
Der Arthur’s Quoit ist ein Portal Tomb aus der Jungsteinzeit und Porth-y-Rhaw ist ein eisenzeitliches Promontory Fort östlich von St. Davids.
Die Stadt verlor ihren aus dem Mittelalter stammenden City-Status 1886, erhielt ihm aber 1994 unter Queen Elizabeth II zurück. Es ist seitdem die nach Einwohnerzahl kleinste City des Vereinten Königreichs.

## Kathedrale
Die Kathedrale von St Davids, Bischofskirche der Diözese St Davids, gehört zur Kirche von Wales. Sie war im Mittelalter ein bedeutendes Pilgerzentrum. Der walisische Schutzpatron St. David (Dewi Sant; ca. 512–587) war Abt und einer der frühen Bischöfe im äußersten Westen in Zeiten, als dort keltische Mönche für die Verbreitung des Christentums sorgten. Er missionierte fast die gesamte Westküste und gründete zuletzt ein Kloster im Vallis Rosina (Glyn Rhosyn).

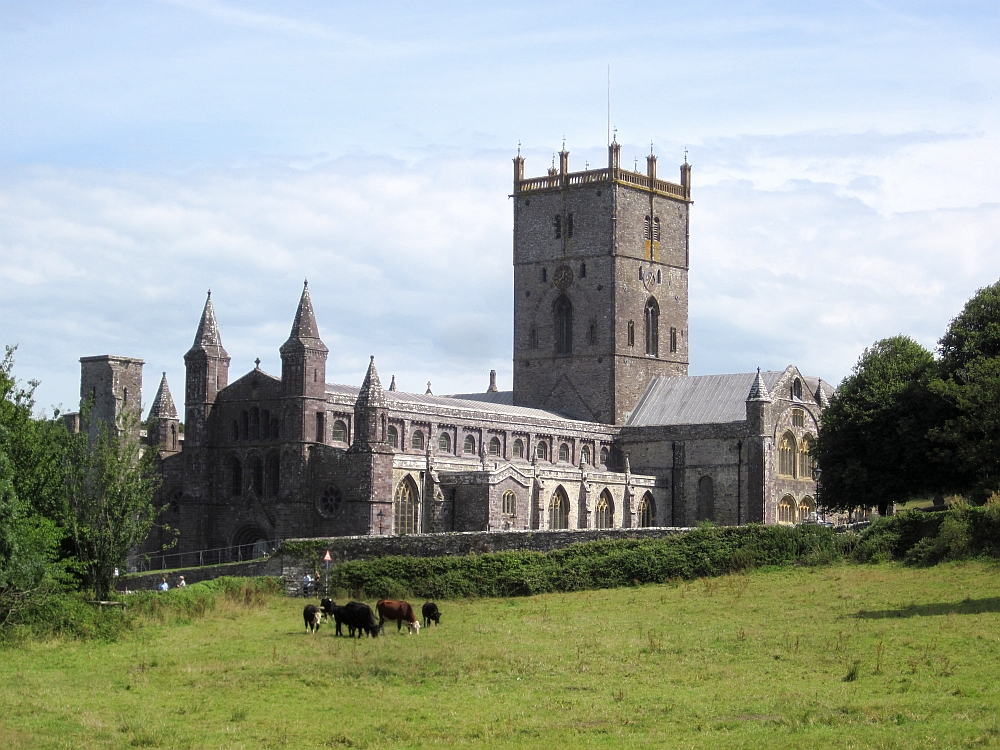
Kathedrale von St Davids

Das heutige Kirchenbauwerk geht zum größten Teil auf das 12. Jahrhundert zurück. Allerdings wurden in den folgenden 350 Jahren etliche Erweiterungen vorgenommen. Außerdem mussten Schäden repariert werden, die aus der Zeit der Reformation und des Englischen Bürgerkrieges in den 1640er Jahren stammten. Zudem wurden im 19. Jahrhundert umfangreiche Restaurierungsarbeiten ausgeführt.
Die Kathedrale von St Davids ist die größte in Wales. In der Nähe befinden sich die Ruinen des 1377 gegründeten College of St. Mary sowie des Bischofspalastes aus dem 14. Jahrhundert.

## RAF St Davids
Zirka vier Kilometer östlich St. Davids befindet sich ein stillgelegter Militärflugplatz, die ehemalige Royal Air Force Station St Davids, kurz RAF St Davids.
Der mit drei Asphaltstart- und Landebahnen ausgerüstete Flugplatz wurde Ende 1943 als Basis des RAF Coastal Commands eröffnet und bis 1958 als Flugplatz genutzt, nach dem Krieg insbesondere durch die Firma Airwork Services Ltd, eines im Auftrag der Streitkräfte tätigen privaten Dienstleisters.
Die RAF Tactical Weapons Unit nutzte die Station später zwischen 1974 und 1992. Anschließend wurden Teile des Areals privatisiert.
Die befestigten Pisten und einige Gebäude am südlichen Rand existieren noch. Noch weiter östlich bei Brawdy befindet sich ein früherer Satellitenflugplatz RAF St Davids, die heutige Cawdor-Kaserne der British Army.

## Städtepartnerschaften
Partnerstädte von St Davids sind Naas in Irland, Orléat in Frankreich und Matsieng, Distrikt Maseru in Lesotho.

## In St Davids geboren
- Henry Hicks (1837–1899), britischer Arzt und Chirurg, Paläontologe und Geologe
- Richard Llewellyn (1906–1983), britischer Schriftsteller
- Thomas Tomkins (1572–1656), britischer Komponist

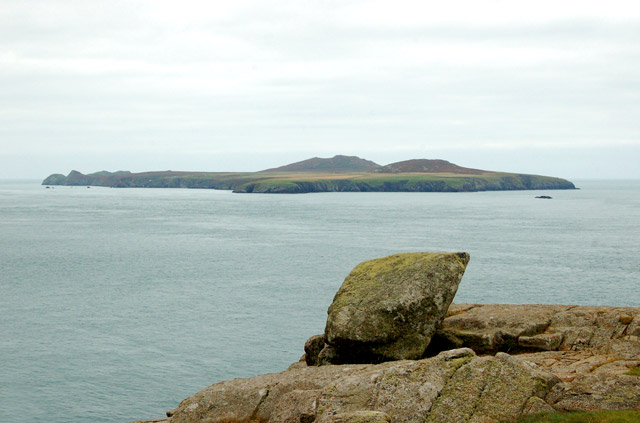
Ramsey Island von St Davids Head aus gesehen

## Ramsey Island
Ramsey Island (walisisch: Ynys Dewi) ist eine Insel etwa 1 Kilometer westlich von St David’s Head. Sie ist 259 Hektar groß und 3,2 Kilometer lang. Ihr höchster Punkt liegt 136 Meter über dem Meeresspiegel. Auf der Insel leben nur zwei Ornithologen der Royal Society for the Protection of Birds. 

## Nachweise
1. ↑  Website St Davids – twin towns, abgerufen am 16. Oktober 2016